# Phú Nhuận, huyện Cai Lậy
Phú Nhuận là một xã thuộc huyện Cai Lậy, tỉnh Tiền Giang, Việt Nam.

## Địa lý
Xã Phú Nhuận tiếp giáp xã Thạnh Lộc, xã Phú Cường ở phía bắc, tiếp giáp xã Mỹ Thành Nam ở phía tây, tiếp giáp thị trấn Bình Phú ở phía nam và phía đông, tiếp giáp một phần thị xã Cai Lậy ở phía đông.
Các sông, kênh, rạch chảy qua địa bàn xã gồm: Kênh 500, kênh Ban Dầy, kênh Bồi Tường, kênh Chà Là, kênh Chùa, kênh Đường Nước, rạch Đập Đìa Dứa, rạch Long Lương, rạch Muồng, kênh Mới, kênh Phú Thuận, kênh Ranh Làng, kênh Ranh Tổng, rạch Tân Lực, rạch Thôn Trác.

## Hành chính
Xã Phú Nhuận có diện tích 13,64 km², dân số năm 2013 là 9.206 người, mật độ dân số đạt 675 người/km².
Xã Phú Nhuận được chia thành 6 ấp gồm: Chà Là, Phú Bình, Phú Hòa, Phú Lợi, Phú Thuận, Phú Tiểu.

## Kinh tế – Xã hội
Ranh giới phía nam xã là Quốc lộ 1, ranh giới phía đông chủ yếu là kênh Ban Dày. Trung tâm mua bán là chợ Phú Nhuận nằm ở giữa địa bàn xã, từ Quốc lộ 1 chạy vào theo hướng bắc - tây bắc gần 2 km. Phía tây bắc của xã có chợ Ngã Năm, là khu vực buôn bán tiếp giáp với xã Mỹ Thành Nam, vị trí từ chợ Phú Nhuận tiếp tục chạy về hướng tây bắc thêm 2 km. Phía đông bắc xã tiếp giáp chợ Bình Thạnh thuộc huyện lỵ Bình Phú.
Thu nhập bình quân đầu người của xã đạt gần 50,5 triệu đồng/người/năm.
Hầu hết dân cư sống bằng canh tác nông nghiệp, chủ yếu là trồng lúa, người dân trong xã đang chuyển đổi dần sang trồng mít và nhiều loại cây ăn trái khác, và nuôi cá. Việc người dân đang tự phát chuyển đổi này, theo thống kê từ Phòng Nông nghiệp và Phát triển nông thôn huyện Cai Lậy, đến đầu tháng 4 năm 2019, Phú Nhuận cùng 5 xã lân cận khác đã chuyển đổi 557 ha (hơn 5,5 km²) đất trồng lúa sang mục đích canh tác khác, gồm trồng cây ăn trái trên 404 ha, chuyển sang đào ao nuôi cá trên 153 ha. Việc tự ý chuyển đổi này được xem là sẽ phá vỡ quy luật cung - cầu trong sản xuất và lưu thông hàng hóa của địa phương. Theo Trần Kim Mai - Phó Chủ tịch UBND tỉnh Tiền Giang thì điều này là vi phạm Luật Đất đai về sử dụng đất không đúng mục đích, không được Nhà nước cho phép.

### Di tích
Chùa Phước Lâm thuộc ấp Phú Lợi là một ngôi chùa cổ, được xây dựng vào năm 1868.

## Ảnh
|  |  |  |  |  |
|  |  |  |  |  |